# Frederick William Beechey
Frederick William Beechey (Londra, 17 febbraio 1796 – Londra, 29 novembre 1856) è stato un ammiraglio, cartografo ed esploratore inglese.

## Biografia
Terzogenito dei 18 figli di Sir William, pittore e ritrattista, nel 1806 entrò al servizio della Royal Navy, combattendo durante le guerre contro Francia e Stati Uniti. Nel 1818, luogotenente di John Franklin sul brigantino Trent, partecipò alla spedizione nell'Oceano Artico, alla vana ricerca del Passaggio a nord-ovest, comandata da David Buchan, alla quale dedicherà un libro, mentre l'anno successivo, al seguito di William Edward Parry sulla nave Ecla, scoprì diverse isole dell'Arcipelago artico canadese.
Nel 1821 fu agli ordini di William Henry Smyth nell'esplorazione delle coste mediterranee dell'Africa. Sugli esiti di questo viaggio tratterà in un saggio del 1828, scritto assieme a suo fratello, Henry William, che ebbe un certo interesse anche per l'archeologia. Infatti, nel 1822, redigendo le mappe delle coste della Libia tra Tripoli e Derna, i due fratelli riuscirono ad esplorare anche Cirene, riportandone informazioni preziose sulla necropoli.
Nel 1825, invece, fu posto al comando della nave Blossom, riprendendo la via delle regioni polari. Secondo gli intenti dell'Ammiragliato britannico, Beechey si sarebbe dovuto riunire con Parry e Franklin, che stavano cercando il passaggio nel Mar Glaciale Artico attraverso l'America settentrionale, ma l'incontro, che era programmato all'imboccatura del fiume Mackenzie, non si realizzò mai, nonostante la Blossom fosse stata in grado d'individuare e superare la Punta Barrow. Prima di arrivare verso il nord del Pacifico, la sua spedizione poté, tuttavia, esplorare numerosi arcipelaghi (nel dicembre del 1825 era a Pitcairn e nel gennaio successivo a Rikitea, nelle isole Gambier), toccando anche 23 atolli delle isole Tuamotu e, in generale, della Polinesia francese.
Percorse durante tutto il viaggio, durato tre anni, oltre 70.000 miglia fino alla Siberia, compiendo la cartografia sia delle coste nord americane sia delle isole Bonin, 500 miglia a sud di Yokohama, di cui prese possesso in nome di Giorgio IV d'Inghilterra. Nel corso della spedizione si realizzarono numerose raccolte di specie botaniche e zoologiche. Di questi tre anni di esplorazioni Beechey pubblicò, rispettivamente nel 1832, nel 1839 e nel 1841, tre dettagliati resoconti.
Negli anni successivi, e fino al 1847, fu incaricato del servizio di perlustrazione delle coste dell'America del Sud prima e dell'Irlanda poi. Nel 1854 ottenne la carica di contrammiraglio, mentre l'anno successivo, già socio della Royal Society, fu eletto presidente della Royal Geographical Society, carica che mantenne sino alla morte.

## Opere
- (EN) Narrative of a Voyage to the Pacific and Behring's Strait, Philadelphia, 1832.
- (EN) The Zoology of Captain Beechey's voyage to the Pacific and Behring's Strait, 1839.
- (EN) The botany of Captain Beechey's voyage; comprising an account of plants collected by Messrs, 1841.